# Anna Magnani
Anna Magnani (Italiensk udtale: [ˈanna maɲˈɲaːni]; født 7. marts 1908, død 26. september 1973) var en italiensk teater- og filmskuespiller. Hun modtog en Oscar som den første italienske skuespiller for sin hovedrolle i filmen Den tatoverede rose og fik ydermere en nominering for Manden i slangeskind. Hun er især husket for sit lidenskabelige og intense skuespil og regnes for en af Italiens største skuespillere nogensinde.

## Opvækst
Anna Magnani blev født af en syerske fra Fano ved navn Maria Magnani og voksede op hos sin bedstemor i Via di San Teodoro i Rom. Hun blev opdraget af sin bedstemor, fem tanter og en onkel. Hendes fars identitet er ukendt. Magnanis egen søgen viste at han muligvis var fra Calabrien. Maria Magnani flyttede efter sin datters fødsel til Alexandria i Egypten. Magnanis flytning har givet anledning til påstande om at Anna Magnanis far muligvis var egyptisk. Muligvis også det faktum at Anna Magnani giftede sig med en mand, der blev født i Kairo.
Magnani droppede ud af gymnasiet efter to år og begyndte at studere klaver ved Accademia Nazionale di Santa Cecilia. Hun sang i natklubber for at kunne finansiere sin uddannelse. Hun gik videre til shows og i 1926 medvirkede hun på teateret. Efter et år blev hun optaget på Reale Scuola di recitazione Eleonora Duse, hvor hun fik Ida Carloni Talli og Silvio D'Amico som lærer.
Magnani fik ikke en vellykket filmdebut i 1926 i stumfilmen Scampolo, der er baseret på skuespillet af samme navn skrevet af Dario Nicodemi. Stumfilm krævede en velegnet brug af moderne teaterskuespil indlæring i en tradition, hvor stemmeføring og ansigtsudtryk ikke var vigtige redskaber i stumfilm som kropssprog og gestik. Magnani spillede i 1940'erne samme manér skuespil på scenen, men kunne simpelthen ikke lide den tradition og kom først tilbage til filmen, da tonefilmens gennembrud havde fundet sted. På teateret nåede hun derimod relativt hurtig succes. Det var især hendes rolle som ballerina i Giuseppe Bevilacquas skuespil Un uomo, una donna e un Milione, som havde premiere i Milano i december 1930, der tiltrak opmærksomhed fra kritikere, herunder anmeldelser i avisen Corriere della Sera og teatermagasinet Confidenza, som udråbte hende som en ung stjerne i sit fag.

## Succeser på scenen
Magnani kom et skridt videre i 1932 med sin rolle i Tifo af Celso Maria Poncini og Roberto Biscaretti som gjorde at hun for første gang fik sit ansigt på forsiden af teatermagasinet Il dramma. Mange succeser fulgte i 1930'erne, hvor højdepunkterne var medvirken i Michele Galdieris revy i milioni på Teatro Eliseo i Rom, Den forstenede skov af Robert E. Sherwood og Anna Christie af Eugene O'Neill, hvoraf de to sidstnævnte var instrueret af Anton Giulio Bragaglia. Måske den vigtigste begivenhed for Magnanis karriere i 1930'erne, var da Galdieri introducerede hende i Totò.

## Retur til film
Siden Magnanis første filmrolle i 1926 havde tonefilm helt udkonkurreret stumfilm og mange af 1920'ernes store stjerner mistede deres arbejde, fordi deres stemmer levede ikke op til standarden og nogle syntes ude af stand til eller uvillige til at ændre deres hang til overdrevne ansigtsudtryk til fordel for et mere nuanceret skuespil. I tomrummet hentede man folk fra scenen, blandt dem Anna Magnani. Hendes anden filmrolle kom i Nunzio Malasommas La cieca di Sorrento, som blev efterfulgt af et par andre ikke endnu store og højt profilerede roller, såsom Mario Bonnards Trenta secondi d'amore, Goffredo Alessandrinis Cavalleria, Mario Soldatis La Principessa Tarakanova og Vittorio de Sicas Teresa venerdì.
Sidstnævnte rolle blev bemærket af Luchino Visconti i 1942. Magnani fik tilbudt en hovedrolle i hans film Kødelige begær. Magnani, der ønskede at samarbejde med Visconti blev dog nødsaget til at takke nej på grund af sin graviditet og tilbuddet gik i stedet til Clara Calamai. Magnani udtrykte dette længe efter som en stor mulighed hun missede. I stedet for Viscontis stærke drama blev hendes næste film en komedie La vita è bella instrueret af Carlo Ludovico Bragaglia. Det blev en succes ligesom den følgende Mario Bonnards Campo de 'Fiori, som havde premiere senere på året. Hendes medspiller var Aldo Fabrizi og filmen var således en film om Rom og dens typiske indbyggere. For både Magnani og Fabrizi banede Bonnards film vej til roller i en af de mest succesfulde og omtalte italienske film, hvis handling også ville udfolde sig i Rom.

## Gennembrud og stjernestatus
Anna Magnanis internationale gennembrud kom i Roberto Rossellinis Rom, åben by, som er den første film i hans berømte krigs-trilogi. Filmen blev en kæmpe international succes og Magnani blev tildelt National Board of Critics Award for bedste kvindelige hovedrolle i 1946 for sin præstation. Det er blevet sagt, at hendes præstation i Rossellinis film var en af de absolutte højdepunkter i hendes karriere; takket være hendes evne til at spille sin karakter rodet, generøst, lidenskabeligt og stærkt; ingen kvinde kunne gøre det bedre end hun. Det var den rolle, som gjorde hende attraktiv hos mange filminstruktører.
På scenen var det noget helt andet. Der havde hun været før Rom, åben by og fortsatte med at bevise, at hun rent faktisk som skuespiller havde en meget bred vifte, der gik fra lette komedier til tunge og dystre dramaer. Hendes præstationer og en mulighed for at skifte mellem genrer er ubestridt og det er ingen overdrivelse, hvis man hævder at det forblev stærkt underudnyttet i filmen.
Efter Rom, åben by fulgte en periode af forholdsvis middelmådige film, hvoraf en af dem omfatter Luigi Zampas Angelina fra 1947. Men i 1948 vendte udviklingen med Mario Mattolis genindspilning af Salvatore Di Giacomos klassiker Assunta Spina. Den blev indspillet for første gang i 1915 med Francesca Bertini og Gustavo Serena i hovedrollerne. Mattoli valgte at parre Magnani med Eduardo De Filippo. Resultatet blev et intenst drama, hvor Magnani eftertrykkeligt viste at hun også kunne spille en passioneret og impulsiv napolitaner.
Mod slutningen af 1940'erne nåede Magnani sit maksimale niveau som skuespiller. Hendes hektiske og intense bestræbelser på at redde et forhold til en mand, der har besluttet at forlade hende til fordel for en anden kvinde i Rossellinis todelte antologi-film Amore. Filmen indbragte hende den vigtigste filmpris i Italien Nastro d'Argento for tredje gang i sin karriere. Hun var den første, der vandt prisen for en filmrolle uden nogen andre nominerede. Hun fortsatte med at opretholde et meget højt niveau i film som Viscontis Den Smukkeste og eksmand Allesandrinis Camicie rosse, hvor hun spillede Giuseppe Garibaldis kone Anna.

### Besøgene i USA
Magnani rejste over Atlanten i 1953. Det var lige inden den amerikanske premiere på Den smukkeste. Hun vendte tilbage for at medvirke i Galdieris seneste revy Chi è di Scena, som havde premiere 21. december 1953. Hun vendte derefter tilbage til USA for at spille en rolle, som flere år tidligere var skrevet til hende af Tennessee Williams. Der er enighed om at det eneste, der reddede filmen Den tatoverede rose fra hurtigt at falde i total glemsel er Magnanis og Burt Lancaster suveræne skuespilspræstationer, hvoraf Magnani modtog en Oscar, som den første skuespiller fra Italien nogensinde. Magnani indspillede yderligere to film i løbet af sin tid i USA. Den ene var Vild er vinden, der var instrueret af George Cukor og den anden var Manden i slangeskind, der var instrueret af Sidney Lumet. Vild er vinden resulterede i hendes anden Oscar-nominering.

## Senkarriere
I begyndelsen af 1960'erne var Magnani uden tvivl den italienske films førstedame, der kunne vælge og vrage blandt roller. Hun havde dog ofte svært at finde roller som hun fandt interessant nok og derfor fortog hun en del af mislykkede valg. Et meget vellykket valg var dog, da hun accepterede et tilbud fra Pier Paolo Pasolini til filmen Mamma Roma. Hun spillede en mesterlig fortolkning af rollen i en film, der var et kunstnerisk mesterværk, men en kommerciel fiasko. I 1960'erne vendte Magnani endnu engang tilbage på scenen og spillede nogle mindeværdige roller. En af dem var i Franco Zeffirellis skuespil La Lupa, som er baseret på en historie af samme navn af Giovanni Verga. I begyndelsen af 1970'erne medvirkede Magnani i fire tv-film. Hendes sidste optræden på det store lærred var i en cameo i Federico Fellinis Roma.

## Død
Anna Magnani døde 26. september 1973 af kræft i bugspytkirtlen. Store skarer af mennesker mødte op ved hendes begravelse. Hun blev først begravet i sin ven Roberto Rossellinis familemausoleum, men hendes jordiske rester blev senere flyttet af pårørende til den kommunale Kirkegård i San Felice Circeo.

## Privatliv
Magnani blev gift i 1935 med instruktøren Goffredo Alessandrini. De blev dog separerede efter et par år og blev skilt i 1950. Magnani fødte i 1942 en søn, Luca, som hun fik sammen med skuespilleren Massimo Serato. Luca blev ramt af polio, men kom sig temmelig godt. Datteren Olivia Magnani er ligesom hendes bedstemor blevet skuespiller.

## Filmografi (udvalgt)
- 1926 - Scampolo
- 1936 - Cavalleria
- 1945 - Rom, åben by
- 1946 - Il Bandito
- 1948 - Assunta Spina
- 1950 - I vulkanens skygge
- 1951 - Den smukkeste
- 1952 - Den gyldne krop
- 1955 - Den tatoverede rose
- 1959 - Manden i slangeskind
- 1962 - Mamma Roma
- 1969 - Santa Vittorias hemmelighed